# Minteronemia longitarsa
Minteronemia longitarsa är en insektsart som beskrevs av Oliver Zompro 2004. Minteronemia longitarsa ingår i släktet Minteronemia och familjen Heteronemiidae. Inga underarter finns listade i Catalogue of Life.